# Аулеб, Хельге
Хельге Артур Аулеб (нем. Helge Arthur Auleb; 24 марта 1887 — 14 апреля 1964) — немецкий военачальник, генерал пехоты вермахта, командир нескольких дивизий и корпусов, а также командующий войсками Вермахта в Крыму во время Второй мировой войны (с 27 апреля по июль 1943 года). Кавалер Военного ордена Немецкого креста в золоте — промежуточной награды между Железным крестом первого класса и Рыцарским железным крестом.

## Биография
После окончания школы поступил фанен-юнкером в гвардейский Великого герцогства Гессена 117-й (3-й Великого герцогства Гессен) пехотный полк «Великая герцогиня». После своего повышения до лейтенанта 18 августа 1908 года был в должности ротного офицера 2-й роты этого полка, с 1917 года — на различных штабных должностях дивизионного уровня. После окончания I мировой войны был недолго командиром роты гессенского фрайкора, пока не бы принят в рейхсвер.

### Служба в Рейхсвере
Сначала находился при штабе 11-й бригады, затем стал командиром роты в 36-м пехотном полку, после — в 22-м стрелковом. С 1 января 1921 года был командиром в 15-м пехотном полку.
1 февраля 1924 года был переведён в Веймар в штаб 3-й кавалерийской дивизии. С 1 сентября 1927 года по 30 сентября 1930 года находился в штабе начальника артиллерии I в Кёнигсберге, потом — в штабе 1-го дивизиона. 6 октября 1936 года стал командиром 39-го пехотного полка.
1 января 1939 года получил звание генерал-майора, 26 августа был назначен главным интендантом 5-й армии.

### Вторая мировая война
В начале войны был главным интендантом 2-й армии. С 1 ноября 1939 года был в группе арми «А».
Короткое время был командиром 72-й пехотной дивизии, 290-й дивизии. С 14 октября 1940 года по 10 июня 1942 года командовал 6-й пехотной дивизией. Был произведён в генерал-лейтенанты. После этого стал командиром группы «Аулеб» при 1-й танковой армии на Кавказе.
С 1 февраля 1943 года командовал участком обороны (боевой группой) «Аулеб» в Крыму, причём в апреле-июне 1943 года также занимал должность командующего войсками вермахта в Крыму (предшественник Ф. Маттенклотт, преемник генерал Ф. Кехлинг), в июле-августе командовал 49-м горным корпусом, с середины сентября — частями безопасности (СД и охранные части) и тылом прифронтового района «А». 1 декабря 1943 года получил звание генерала пехоты.
С середины июня 1944 года и до конца войны командовал 69-м армейским корпусом в Югославии.
Содержался сначала в британском плену, затем — в американском, откуда был освобождён 30 сентября 1947 года.
Был свидетелем на Нюрнбергском процессе.

## Награды
- Железный крест (1914)
  - 2-го класса
  - 1-го класса
- Почётный крест ветерана войны
- Пряжка к Железному кресту
  - 2-го класса
  - 1-го класса
- Медаль «За выслугу лет в Вермахте»
- Немецкий крест в золоте